# Hans Leeuwenhoek
Hans Leeuwenhoek (1965, Dordrecht) is een Nederlands korfballer en korfbalcoach. Hij speelde korfbal op het hoogste Nederlandse niveau voor Deetos, waarmee hij meervoudig kampioen werd. Daarnaast speelde hij ook voor het Nederlands Team. Na zijn carrière als speler is hij hoofdcoach geworden bij verschillende grote korfbalclubs.

## Speler
Hans groeide op met sport. Hij begon eerst met voetballen bij O.S.S. in Dordrecht, maar ging op jonge leeftijd samen met zijn broer Ad korfballen bij Deetos. Terwijl zijn broer Ad verhuisde naar rivaal PKC bleef Hans bij Deetos.
Leeuwenhoek debuteerde in 1982, op 17-jarige leeftijd in de hoofdmacht van Deetos.
Hans was een belangrijk onderdeel van de gouden periode bij Deetos. Zo werd hij met zijn club vier keer landskampioen in de zaal en won hij drie keer de Europacup.
Vooral de Europacup van 1992 was een moment waaraan Leeuwenhoek nog steeds herinnerd wordt. In deze Europacup verloor Deetos van Catba en Leeuwenhoek stak tijdens de wedstrijd zijn middelvinger op naar het Belgische publiek. De beelden van dit moment gingen door heel Nederland en Leeuwenhoek werd er zelfs over aan de tand gevoeld door Studio Sport presentator Mart Smeets. In 1992 won Leeuwenhoek de prijs van Beste Korfballer. In 1997 stopte Leeuwenhoek als speler.

## Erelijst als speler
- Landskampioen zaalkorfbal, 4× (1991, 1993, 1994 en 1995)
- Europacup zaalkorfbal, 3× (1993, 1994 en 1996)
- Beste Korfballer van Nederland, 1x (1992)

## Oranje
Leeuwenhoek werd in 1992 geselecteerd voor het Nederlands korfbalteam. Op dat moment was hij niet de enige speler van Deetos in de landelijke selectie, want ook Oscar Mulders, Anouk Brandt, Mirelle Fortuin en Jacqueline Haksteen maakten hier deel van uit. In 1993 liep het spaak met Leeuwenhoek en Oranje. Na een interland waarin hij werd gewisseld kreeg hij onenigheid met bondscoach Harry Dassen. Leeuwenhoek vond zijn wissel onterecht en eiste daarna een vaste basisplaats. Met deze eis kon Dassen niet verder en daardoor werd Leeuwenhoek uit Oranje verbannen. Zodoende heeft Leeuwenhoek slechts twaalf officiële interlands gespeeld, waarvan vier veldwedstrijden en acht zaalwedstrijden.

## Coach
Toen in 1997 bekend werd dat Leeuwenhoek zou stoppen als speler kreeg hij al meerdere aanbiedingen om te coachen. In 1998 begon hij aan zijn eerste klus als hoofdcoach. Dat was bij Die Haghe. Bij deze ploeg coachte hij drie seizoenen. In 2000 won Die Haghe de zaalfinale in Ahoy met 23-18 tegen Nic. Leeuwenhoek werd als coach ook extra beloond, want in 2000 won hij de prijs voor beste coach. Na deze periode bij Die Haghe brak een periode aan waarbij Leeuwenhoek heen en weer verhuisde van club. Na zijn 3 seizoenen bij Die Haghe ging hij coachen bij zijn eigen club Deetos. Daar coachte hij tot 2005. Van 2006 t/m 2008 stond hij als coach aan het roer bij Fortuna. Hierna ging hij weer terug naar Deetos waar hij vanwege de slechte prestaties stopte in 2010. Wim Peetoom nam het tijdens het seizoen van hem over.
In 2011 begon hij als coach bij het Belgische Boeckenberg. Hij werd met deze club in 2012 en 2013 zaalkampioen van België. Ook wonnen ze de veldtitel van 2013. Daarna ging hij voor seizoen 2014-2015 weer terug aan de slag bij Deetos. Helaas zag hij zich in november 2014 genoodzaakt om te stoppen, vanwege privé omstandigheden.

## Erelijst als Coach
- Nederlands kampioen zaalkorfbal, 1x (2000)
- Nederlands kampioen veldkorfbal, 1x (2000)
- Beste Coach van het Jaar, 1x (2000)
- Belgisch kampioen zaalkorfbal, 2x (2012, 2013)
- Belgisch kampioen veldkorfbal, 1x (2013)